# Станіслав Міхальський
Станіслав Міхальський (пол. Stanisław Michalski; нар. 21 квітня 1865, Рівне — пом. 30 грудня 1949, Кракові) — польський освітній діяч, активіст, учасник залучений до організації та фінансової підтримки наукової діяльності, вищої освіти та позашкільної освіти дорослих. Інженер-технолог за освітою. Організатор та активіст безкоштовної Варшавської читальні та благодійних та курсів для дорослих

## Дитинство і молодість
Станіслав походив з Волині, з родини дрібної шляхти. Він був сином Юзефа Новицького. Власність матері була конфіскована після Січневого повстання. Батько підтримував сім'ю, працюючи спочатку лісничим селі Добратин в Дубно, а пізніше — в Рівному. Станіслав Михальський почав навчання вдома, під наглядом батьків і брата матері- Френсіса, педагога зі стажем (після його повернення із заслання в Сибір, після повстання 1863 року). Потім закінчив 7 класу школи в Рівному, а потім імперську технічну школу в Санкт-Петербурзі (1881—1887). Він пройшов професійну підготовку на прядильній фабриці під Москвою (1889 р.). В той же час маючи на увазі вивчення польської молоді в Москві. Студенти Московського технологічного інституту розпочали роботу як організатори читання в секретній бібліотеці в Польському колі. Він прочитав польські позитивістські журнали, планував розробити каталог наукових книг, що полегшить використання бібліотечних ресурсів. Він перебував під сильним впливом думки Олександра Свентоховського, Станіслави Кржемінскої і Артура Горського. Після повернення в Польщу тимчасово влаштувався викладати приватні уроки в Рівному, а з 1889 року працював у Варшавській компанії «К. Рудзький і компанія» (включаючи офісну роботу, що контролювала будівництво варшавських лікарень). Через три роки він отримав пропозицію поїхати в Росію з завданням нагляду водопостачання компанії Rudzki роботи або працювати викладачем у технічних школах Росії, проведених в Технологічному інституті. Він не скористався обома пропозиціями і залишився у Варшаві.

## Освітня діяльність перед Другою світовою війною, Організація бібліотек
У 1893 році Станіслав Михальський працював інженером на залізниці Варшава-Відень, на яких було працевлаштовано багато представників вашавської інтелігенції (яка вважалася центром польської політичної та освітньої). Михальський служив тут «залізничним міністром освіти»: працював в бібліотеці фабрики і початковій школі в Жбіковку і залізниці і діяв в Асоціації Освітньої «Єдність». У той же час (з 1891) працював в читальних залах безкоштовно, також був одним з організаторів Варшавської публічної бібліотеки та Асоціації публічної бібліотеки.Через інтенсивне зросійщення польських земель протягом цього періоду польські активісти і користувачі польського читального постійно перебували під наглядом. Станіслав Михальський був в три разизаарештований і ув'язнений в Павяк і Цитаделі (наприклад, в грудні 1899). У 1902 році він був відправлений на заслання.

## Порадник для самоуків
У 1897 році Станіслав Міхалскі разом з Александром Хефлішем почав готувати «Посібник з самоосвіти», який був однією з ініціатив, підтриманих Казначейством. Юзеф Міановський. Посібник мав замінити польську школу.Посібник включав лекції в різних галузях науки — вивчення тем, докладних методологічних вказівок та бібліографії предмету. Перші видання були популярними науковими, а пізніше (після 1905 р.) — також науковими (сприяння вищої освіти, підготовка до науково-дослідної роботи). Редактор Посібника Станіслав Міхальський надав найвищий рівень матеріалу окремих матеріалів — їх автори були, серед інших, Петро Хмельовський, Самуїл Дікштейн, Людвік Крживіцький, Адам Магрбург, Казимиж Столичів, Зигмунт Вуйсьцький, Флоріан Знанецький. У статті про цю сферу діяльності Міхальського Піотр Хюбнер написав, зокрема."Станіслав стверджував, що зміни в ментальності академічних вчених: «популяризація знань вже не є чимось образливим для гідності вчених, оскільки було визнано, що подарунок популяризації є новими розумовими здібностями». Можливість вимагати відходу від «перевантаження фактами» та уникнення методу «догматичної лекції» Перший том Довідника, який охоплює математику та природничі науки (400 сторінок, ціна: 40 копійок), був опублікований в 1898 р. З тиражем 2,5 тис. копії яких були вичерпані протягом двох місяців. Другий том (філологія та історія, 700 сторінок) був опублікований в 1899 році в обсязі 5000. копії (користувався не менш успішним). Набір з шести томів з'явився в 1898—1911 роках, його друге видання (продовження) — у 1901—1913 роках, а третє (нове 10 томів) у 1915—1932 роках. У 1898—1913 роках було видано в цілому п'ятнадцять томів. Друге видання (доповнене) було опубліковано після 1913 року під назвою «Світ і людина».У серпні 1915 р., Після виведення росіян (див. Перша світова війна 1915 р.), Станіслав Міхальський став членом факультету Просвітництва. Він ініціював відділення секції позашкільної освіти в цьому відділі. Спочатку він призначив у Секцію Владіслава Радвана, Бруно Ставена та Марії Гомулінської. У розділі розглядалися, серед іншого організація так званого Коефіцієнти для неграмотних (див. Також Асоціацію курсів для дорослих безграмотних), пізніше названі Курси для дорослих у Варшаві.

## Діяльність у 1939—1949 рр
У роки Другої світової війни Каса ім. Міановський виступав як таємна установа, в тому числі фінансування секретної публікації та викладання. Михальський займався фінансовою підтримкою представників науки та активно брав участь у засіданнях Комітету з фондів, який, серед іншого, Розробив принципи організації та фінансування науки після війни. Він також записав спогади (текст був втрачений під час Варшавського повстання). У 1944 році він був заарештований — він був полоненим для Аушвіц-Біркенау протягом шести місяців. Після звільнення він оселився в Кракові, де кореспонденція керувала відділом Управління наукового фонду і редагуватися «польська Наука», «Органон» і «Керівництво по самоучкою.» У Кракові він відтворив і доповнив втрачені спогади та XXV том «польської науки»; він розробив плани створення наукових курсів та пов'язаної з ними бібліотеки «Знання про науку». Він закликав до продовження досліджень потреб різних областях науки і організації конференцій, присвячених цим питання. Він помер у Кракові 30 грудня 1949 року. Він був похований на Варшавському цвинтарі Поузків.

## Відзнаки, нагороди, вшанування
Станіслав Михальський внесений до списку почесних докторів університету Стефана Баторія в Вільнюсі та Варшавського університету і почесний член Фонду Мяновського.
Він також був почесним членом багатьох наукових товариств.
До війни він також був нагороджений:
- командора хрест ордена відродження польського (2 травня 1923)[10]
- Хрест Незалежності
- Золотий хрест за заслуги
- Golden Wawrzyni Academic
- Відновлено медаль Десятиліття Незалежності

- Медаль за довгострокову службу